# Minhas Craft Brewery
Die Minhas Brewery ist die älteste Brauerei des Mittleren Westens und die zweitälteste der USA. Von 1947 bis 2006 firmierte die Brauerei unter dem Namen The Joseph Huber Brewing Company.

## Geschichte
Die Brauerei wurde 1845 als Monroe Brewing Company gegründet. Diesen Namen behielt sie bis 1906 bei, als sie von Adam Blumer gekauft und nach ihm umbenannt wurde. In den 1930er Jahren wurden bereits über 14.000 hl Bier gebraut. Joseph Huber kaufte die Brauerei 1947 und nannte sie in „The Joseph Huber Brewing Company“ um. Bis in die 1980er Jahre stieg der Ausstoß auf 293.000 hl. Seit 2005 werden die Biere der ehemaligen Brauerei Dixie gebraut. Nach mehreren Besitzerwechseln gelang die Brauerei 2006 schließlich in den Besitz der Familie Minhas und nahm ihren jetzigen Namen an. Manjit und Ravinder Minhas betrieben zuvor schon die kanadische Minhas Micro Brewery in Calgary.

## Produkte
Aktuell gebraute Sorten:

### Eigene Marken
Minhas braut in Monroe insgesamt 25 verschiedene Biere. Diese werden unter folgenden Marken vertrieben:
- Boxer
- Huber
- Lazy Mutt
- Mountain Crest

Zudem werden noch andere Malzgetränke und Limonaden hergestellt.

### Dixie Biere
- Dixie Beer
- Dixie Blackened Voodoo Lager
- Dixie Crimson Voodoo Ale
- Dixie Jazz Amber Light